# El prodigi
El prodigi (títol original en anglès, The Wonder) és una pel·lícula de drama psicològic d'època del 2022 dirigida per Sebastián Lelio. Emma Donoghue, el mateix Lelio i Alice Birch van escriure el guió basat en la novel·la homònima de Donoghue del 2016. Ambientada poc després de la Gran fam irlandesa, segueix una infermera anglesa enviada a un poble rural irlandès per observar una "noia en dejú", que aparentment és capaç de sobreviure miraculosament sense menjar. Florence Pugh lidera un repartiment coral que inclou Tom Burke, Niamh Algar, Elaine Cassidy, Dermot Crowley, Brían F. O'Byrne, David Wilmot, Ruth Bradley, Caolán Byrne, Josie Walker, Ciarán Hinds, Toby Jones i Kíla Lord Cassidy. S'ha subtitulat al català.
El film es va estrenar al Festival de Cinema de Telluride el 2 de setembre de 2022. Es va estrenar en una selecció de cinemes el 2 de novembre de 2022 i es va incorporar al catàleg de Netflix el 16 de novembre. Va rebre crítiques positives, que van elogiar el disseny de producció i les interpretacions, especialment la de Pugh.